# Astou Sy
Astou Sy, née le 11 décembre 1986, est une footballeuse sénégalaise qui joue au poste de défenseur pour l'AS Dakar Sacré Cœur et l'équipe nationale féminine du Sénégal.

## Biographie
Astou Sy naît le 11 décembre 1986.
Sy est sélectionnée par le Sénégal au niveau senior lors des qualifications pour la Coupe d'Afrique des Nations féminine 2018.